# 科马里奇区
科马里奇区（俄语：Комаричский район）是俄罗斯联邦布良斯克州下辖的一个区，其行政中心为科马里奇。据2016年统计，该区的人口为17191人。